# Hrobka rodu Hohenlohe
Hrobka rodu Hohenlohe neboli knížecí hrobka rodu Hohenlohe-Langenburg (německy Fürstliche Gruftkapelle) je pohřebiště české linie původně německého knížecího rodu Hohenlohe v krajinářském parku na Mariánském kopci (Marienbergu) jižně od zámku Červený hrádek u Jirkova v okrese Chomutov. Hrobku nechala v novogotickém stylu v roce 1867 vystavět hraběnka Marie Gabriela z Trauttmansdorff-Weinsbergu, provdaná princezna Hohenlohe-Langenburg (1840–1923) po smrti svého prvního manžela, který zemřel na následky zranění v prusko-rakouské válce. V hrobce byly pohřbeny tři osoby, poslední pohřeb se konal v roce 1933. Po druhé světové válce byl majetek rodu zkonfiskován, hrobka zanedbána, vypleněna a zneuctěna. Hrobka je v majetku České republiky a spravují ji Lesy České republiky. Je památkově chráněná jako součást areálu zámku Červený hrádek. Není veřejnosti přístupná.

## Architektura
Hrobní kaple ve stylu historismu stojí na obdélném půdorysu o rozměrech 4,8 krát 3,9 metru. Průčelí na severozápadní straně s trojúhelným štítem je zakončeno křížem. Nad obdélným vchodem vyvrcholeným tympanonem ve tvaru lomeného oblouku s kamennou kružbou je umístěn erb s knížecí korunou. Vchodové dveře jsou dvoukřídlé, jejich horní část vyplňuje masivní mříž. Nad dveřmi je latinský nápis MISERERE NOBIS. V zadní stěně na jihovýchodní straně je usazeno kruhové okno o průměru 85 cm, které je opatřeno mříží. Hrobka se skládá ze dvou částí – z horní kaple a spodní pohřební krypty. Kaple je zaklenuta žebrovou klenbou. Z vnitřního vybavení kaple se na místě nic nedochovalo. Poblíž hrobky se nachází sloup se sochou Neposkvrněné Panny Marie z roku 1695.

## Seznam pohřbených
Pohřebiště německých příbuzných je v Bádensku-Württembersku na knížecím hřbitově v Langenburgu poblíž mauzolea.

### Chronologicky podle data úmrtí
V tabulce jsou uvedeny základní informace o pohřbených. Fialově jsou vyznačeni příslušníci rodu Hohenlohe, žlutě jsou vyznačeny manželky, pokud zde byly pohřbeny. Červeně jsou zvýrazněni majitelé velkostatku Červený Hrádek a zeleně osoba, která byla původně pohřbena jinde. Počátky rodu sahají do 12. století. Prvním známým předkem byl Konrád z Weikersheimu († 1183), zmiňovaný v roce 1153. Od něho jsou počítány generace. U manželek je generace v závorce a týká se generace manžela. V roce 1555 se rod Hohenlohe rozdělil na dvě hlavní linie – Neuenstein a Waldenburg. Z větve Hohenlohe-Neuenstein se vydělila větev Hohenlohe-Langenburg. Ludvík z  Hohenlohe-Langenburgu (1696–1765) byl povýšen do knížecího stavu v roce 1764. Už v roce 1744 získaly větve Hohenlohe-Waldenburg-Schillingsfürst a Hohenlohe-Waldenburg-Bartenstein říšskou knížecí hodnost. Děti jsou vypsány v poznámce u matky, avšak pokud byla matka pohřbena jinde, jsou děti uvedeny v poznámce u otce.
| Po-řadí | Gene-race | Jméno pohřbeného                              | Datum a místo narození      | Otec                                                                                 | Datum a místo sňatku, choť                                                                                          | Pohřeb a uložení do hrobky | Poznámky |
| Po-řadí | Gene-race | Jméno pohřbeného                              | Datum a místo úmrtí         | Matka                                                                                | Datum a místo sňatku, choť                                                                                          | Pohřeb a uložení do hrobky | Poznámky |
| ------- | --------- | --------------------------------------------- | --------------------------- | ------------------------------------------------------------------------------------ | --- | --- | --- |
| 1.      | 19.       | Ludvík Karel Gustav z Hohenlohe-Langenburgu   | 11. 1. 1823 Štýrský Hradec  | Karel Gustav Vilém z Hohenlohe-Langenburgu 29. 8. 1777 Leeuwarden – 26. 6. 1866 Brno | 20. 9. 1857 Praha: Marie Gabriela z Trauttmansdorff-Weinsbergu (č. 2)                                               | Pohřben 31. 7. 1866 do hrobky svého tchána Jana Nepomuka z Trauttmansdorff-Weinsbergu na hřbitově u filiálního kostela sv. Anny v Jirkově. Následující rok byl uložen do nové hrobky. | C. k. armádní plukovník. Byl zraněn 3. července 1866 u Střezetic během bitvy u Hradce Králové, na následky zranění zemřel. |
| 1.      | 19.       | Ludvík Karel Gustav z Hohenlohe-Langenburgu   | 26. 7. 1866 Hrádek          | Bedřiška z Fürstenbergu 27. 7. 1781 Wels – 11. 7. 1858 Brno                          | 20. 9. 1857 Praha: Marie Gabriela z Trauttmansdorff-Weinsbergu (č. 2)                                               | Pohřben 31. 7. 1866 do hrobky svého tchána Jana Nepomuka z Trauttmansdorff-Weinsbergu na hřbitově u filiálního kostela sv. Anny v Jirkově. Následující rok byl uložen do nové hrobky. | C. k. armádní plukovník. Byl zraněn 3. července 1866 u Střezetic během bitvy u Hradce Králové, na následky zranění zemřel. |
| 2.      | (19.)     | Marie Gabriela z Trauttmansdorff-Weinsbergu   | 30. 9. 1840 Praha           | Jan Nepomuk z Trauttmansdorff-Weinsbergu 2. 5. 1804 – 6. 2. 1846                     | 20. 9. 1857 Praha: Ludvík Karel Gustav z Hohenlohe-Langenburgu (č. 1)                                               | | Majitelka velkostatků a zámků Červený Hrádek a Herálec. Narodily se jí následující děti: - 1. Gottfried Karl Joseph (1860–1933; č. 3) - 2. Max Karl Rudolf (1861–1935) - 3. Karl Friedrich Leopold (1866–1914) - 4. Marie Isabelle Gabriele, provd. z Almeidy (1858–1939; pohřbena v Dolní hrobce v Söckingu) - 5. Gabriele Marie Isabelle, provd. z Auerspergu (1862–1948) - 6. Adelheid Marie Therese, provd. Chotková z Chotkova a Vojnína (Ada; 1864–1937; pohřbena v Chotkovské hrobce ve Valtířově) Druhý manžel byl pohřben v hrobce Thun-Hohensteinů v Děčíně-Chrástu.                                                                             |
| 2.      | (19.)     | Marie Gabriela z Trauttmansdorff-Weinsbergu   | 29. 6. 1923 Červený Hrádek  | Isabella z Buquoy-Longueval 18. 8. 1812 – 6. 6. 1893                                 | 7. 9. 1867 Praha: Ladislav Rudolf z Thun-Hohensteinu 16. 11. 1835 Benátky nad Jizerou – 15. 12. 1887 Červený hrádek | | Majitelka velkostatků a zámků Červený Hrádek a Herálec. Narodily se jí následující děti: - 1. Gottfried Karl Joseph (1860–1933; č. 3) - 2. Max Karl Rudolf (1861–1935) - 3. Karl Friedrich Leopold (1866–1914) - 4. Marie Isabelle Gabriele, provd. z Almeidy (1858–1939; pohřbena v Dolní hrobce v Söckingu) - 5. Gabriele Marie Isabelle, provd. z Auerspergu (1862–1948) - 6. Adelheid Marie Therese, provd. Chotková z Chotkova a Vojnína (Ada; 1864–1937; pohřbena v Chotkovské hrobce ve Valtířově) Druhý manžel byl pohřben v hrobce Thun-Hohensteinů v Děčíně-Chrástu.                                                                             |
| 3.      | 20.       | Gottfried Karl Joseph z Hohenlohe-Langenburgu | 15. 1. 1860 Cegléd, Uhersko | Ludvík Karel Gustav z Hohenlohe-Langenburgu (č. 1)                                   | 31. 8. 1890 Vídeň: Anna z Schönborn-Buchheimu 4. 3. 1865 Vídeň – 25. 7. 1954 zámek Weikersheim bei Mergentheim      | | C. k. komoří a tajný rada, nadporučík.[zdroj?] Dědičný člen Panské sněmovny rakouské Říšské rady (1909–1918). Majitel zámku Údlice a Červený hrádek (od roku 1892). Narodily se mu následující děti: - 1. Marie Isabella, provd. z Windisch-Grätze (1891–1982; pohřbena na hřbitově ve Weikersheimu) - 2. Ludwig (1892–1945) - 3. Constantin (1893–1973; pohřben na rodinném hřbitově v Langenburgu) - 4. Max Egon (1897–1968), poslední šlechtický majitel Červeného hrádku - 5. Karl Erwin (1903–1983; pohřben na hřbitově v Hoßkirchu), dvojče - 6. Rudolf Ferdinand (1903–1976), dvojče Manželka pohřbena na knížecím rodinném hřbitově v Langenburgu. |
| 3.      | 20.       | Gottfried Karl Joseph z Hohenlohe-Langenburgu | 19. 11. 1933 Červený Hrádek | Marie Gabriela z Trauttmansdorff-Weinsbergu (č. 2)                                   | 31. 8. 1890 Vídeň: Anna z Schönborn-Buchheimu 4. 3. 1865 Vídeň – 25. 7. 1954 zámek Weikersheim bei Mergentheim      | | C. k. komoří a tajný rada, nadporučík.[zdroj?] Dědičný člen Panské sněmovny rakouské Říšské rady (1909–1918). Majitel zámku Údlice a Červený hrádek (od roku 1892). Narodily se mu následující děti: - 1. Marie Isabella, provd. z Windisch-Grätze (1891–1982; pohřbena na hřbitově ve Weikersheimu) - 2. Ludwig (1892–1945) - 3. Constantin (1893–1973; pohřben na rodinném hřbitově v Langenburgu) - 4. Max Egon (1897–1968), poslední šlechtický majitel Červeného hrádku - 5. Karl Erwin (1903–1983; pohřben na hřbitově v Hoßkirchu), dvojče - 6. Rudolf Ferdinand (1903–1976), dvojče Manželka pohřbena na knížecím rodinném hřbitově v Langenburgu. |

### Příbuzenské vztahy pohřbených
Následující schéma znázorňuje příbuzenské vztahy Hohenlohů. Červeně orámovaní byli pohřebni v hrobce. Modře je orámován Max Egon z Hohenlohe-Langenburgu (1897–1968), poslední šlechtický majitel zámku Červený hrádek. Arabské číslice odpovídají pořadí úmrtí podle předchozí tabulky. Vzhledem k účelu schématu se nejedná o kompletní rodokmen.
|                                                            |                                                            |                                                            |                                                            |                                                            |                                                            |  |  |                                      |                                      |                                      |                                      |                                      |                                      |                                                  |                                                  |                                                          |                                                          |                                                          |                                                          | Karel Gustav Vilém z Hohenlohe-Langenburgu 1777–1866     | Karel Gustav Vilém z Hohenlohe-Langenburgu 1777–1866     | Karel Gustav Vilém z Hohenlohe-Langenburgu 1777–1866 | Karel Gustav Vilém z Hohenlohe-Langenburgu 1777–1866 | Karel Gustav Vilém z Hohenlohe-Langenburgu 1777–1866     | Karel Gustav Vilém z Hohenlohe-Langenburgu 1777–1866     |                                                          |                                                          | Bedřiška z Fürstenbergu 1781–1858                        | Bedřiška z Fürstenbergu 1781–1858                        | Bedřiška z Fürstenbergu 1781–1858 | Bedřiška z Fürstenbergu 1781–1858 | Bedřiška z Fürstenbergu 1781–1858                        | Bedřiška z Fürstenbergu 1781–1858                        |                                                          |                                                          |                                                          |                                                          |  |  |                                                           |                                                           |                                                           |                                                           |                                                           |                                                           |                                             |                                             |                                          |                                          |                                          |                                          |                                          |                                          |                                  |                                  |                                                           |                                                           |                                                           |                                                           |                                                           |                                                           |  |  |                                            |                                            |                                            |                                            |                                            |                                            |  |  |                                                          |                                                          |                                                          |                                                          |                                                          |                                                          |  |  |                                             |                                             |                                             |                                             |                                             |                                             |  |  |
|                                                            |                                                            |                                                            |                                                            |                                                            |                                                            |  |  |                                      |                                      |                                      |                                      |                                      |                                      |                                                  |                                                  |                                                          |                                                          |                                                          |                                                          | Karel Gustav Vilém z Hohenlohe-Langenburgu 1777–1866     | Karel Gustav Vilém z Hohenlohe-Langenburgu 1777–1866     | Karel Gustav Vilém z Hohenlohe-Langenburgu 1777–1866 | Karel Gustav Vilém z Hohenlohe-Langenburgu 1777–1866 | Karel Gustav Vilém z Hohenlohe-Langenburgu 1777–1866     | Karel Gustav Vilém z Hohenlohe-Langenburgu 1777–1866     |                                                          |                                                          | Bedřiška z Fürstenbergu 1781–1858                        | Bedřiška z Fürstenbergu 1781–1858                        | Bedřiška z Fürstenbergu 1781–1858 | Bedřiška z Fürstenbergu 1781–1858 | Bedřiška z Fürstenbergu 1781–1858                        | Bedřiška z Fürstenbergu 1781–1858                        |                                                          |                                                          |                                                          |                                                          |  |  |                                                           |                                                           |                                                           |                                                           |                                                           |                                                           |                                             |                                             |                                          |                                          |                                          |                                          |                                          |                                          |                                  |                                  |                                                           |                                                           |                                                           |                                                           |                                                           |                                                           |  |  |                                            |                                            |                                            |                                            |                                            |                                            |  |  |                                                          |                                                          |                                                          |                                                          |                                                          |                                                          |  |  |                                             |                                             |                                             |                                             |                                             |                                             |  |  |
|                                                            |                                                            |                                                            |                                                            |                                                            |                                                            |  |  |                                      |                                      |                                      |                                      |                                      |                                      |                                                  |                                                  |                                                          |                                                          |                                                          |                                                          |                                                          |                                                          |                                                      |                                                      |                                                          |                                                          |                                                          |                                                          |                                                          |                                                          |                                   |                                   |                                                          |                                                          |                                                          |                                                          |                                                          |                                                          |  |  |                                                           |                                                           |                                                           |                                                           |                                                           |                                                           |                                             |                                             |                                          |                                          |                                          |                                          |                                          |                                          |                                  |                                  |                                                           |                                                           |                                                           |                                                           |                                                           |                                                           |  |  |                                            |                                            |                                            |                                            |                                            |                                            |  |  |                                                          |                                                          |                                                          |                                                          |                                                          |                                                          |  |  |                                             |                                             |                                             |                                             |                                             |                                             |  |  |
|                                                            |                                                            |                                                            |                                                            |                                                            |                                                            |  |  |                                      |                                      |                                      |                                      |                                      |                                      |                                                  |                                                  |                                                          |                                                          |                                                          |                                                          |                                                          |                                                          |                                                      |                                                      |                                                          |                                                          |                                                          |                                                          |                                                          |                                                          |                                   |                                   |                                                          |                                                          |                                                          |                                                          |                                                          |                                                          |  |  |                                                           |                                                           |                                                           |                                                           |                                                           |                                                           |                                             |                                             |                                          |                                          |                                          |                                          |                                          |                                          |                                  |                                  |                                                           |                                                           |                                                           |                                                           |                                                           |                                                           |  |  |                                            |                                            |                                            |                                            |                                            |                                            |  |  |                                                          |                                                          |                                                          |                                                          |                                                          |                                                          |  |  |                                             |                                             |                                             |                                             |                                             |                                             |  |  |
|                                                            |                                                            |                                                            |                                                            |                                                            |                                                            |  |  |                                      |                                      |                                      |                                      |                                      |                                      | Bedřich Arnošt z Hohenlohe-Langenburgu 1817–1835 | Bedřich Arnošt z Hohenlohe-Langenburgu 1817–1835 | Bedřich Arnošt z Hohenlohe-Langenburgu 1817–1835         | Bedřich Arnošt z Hohenlohe-Langenburgu 1817–1835         | Bedřich Arnošt z Hohenlohe-Langenburgu 1817–1835         | Bedřich Arnošt z Hohenlohe-Langenburgu 1817–1835         |                                                          |                                                          |                                                      |                                                      | 1. Ludvík Karel Gustav z Hohenlohe-Langenburgu 1823–1866 | 1. Ludvík Karel Gustav z Hohenlohe-Langenburgu 1823–1866 | 1. Ludvík Karel Gustav z Hohenlohe-Langenburgu 1823–1866 | 1. Ludvík Karel Gustav z Hohenlohe-Langenburgu 1823–1866 | 1. Ludvík Karel Gustav z Hohenlohe-Langenburgu 1823–1866 | 1. Ludvík Karel Gustav z Hohenlohe-Langenburgu 1823–1866 |                                   |                                   | 2. Marie Gabriela z Trauttmansdorff-Weinsbergu 1840–1923 | 2. Marie Gabriela z Trauttmansdorff-Weinsbergu 1840–1923 | 2. Marie Gabriela z Trauttmansdorff-Weinsbergu 1840–1923 | 2. Marie Gabriela z Trauttmansdorff-Weinsbergu 1840–1923 | 2. Marie Gabriela z Trauttmansdorff-Weinsbergu 1840–1923 | 2. Marie Gabriela z Trauttmansdorff-Weinsbergu 1840–1923 |  |  |                                                           |                                                           | Constanze z Hohenlohe-Langenburgu 1824–1884               | Constanze z Hohenlohe-Langenburgu 1824–1884               | Constanze z Hohenlohe-Langenburgu 1824–1884               | Constanze z Hohenlohe-Langenburgu 1824–1884               | Constanze z Hohenlohe-Langenburgu 1824–1884 | Constanze z Hohenlohe-Langenburgu 1824–1884 |                                          |                                          | Karel z Blanckensteinu 1814–1891         | Karel z Blanckensteinu 1814–1891         | Karel z Blanckensteinu 1814–1891         | Karel z Blanckensteinu 1814–1891         | Karel z Blanckensteinu 1814–1891 | Karel z Blanckensteinu 1814–1891 |                                                           |                                                           |                                                           |                                                           |                                                           |                                                           |  |  |                                            |                                            |                                            |                                            |                                            |                                            |  |  |                                                          |                                                          |                                                          |                                                          |                                                          |                                                          |  |  |                                             |                                             |                                             |                                             |                                             |                                             |  |  |
|                                                            |                                                            |                                                            |                                                            |                                                            |                                                            |  |  |                                      |                                      |                                      |                                      |                                      |                                      | Bedřich Arnošt z Hohenlohe-Langenburgu 1817–1835 | Bedřich Arnošt z Hohenlohe-Langenburgu 1817–1835 | Bedřich Arnošt z Hohenlohe-Langenburgu 1817–1835         | Bedřich Arnošt z Hohenlohe-Langenburgu 1817–1835         | Bedřich Arnošt z Hohenlohe-Langenburgu 1817–1835         | Bedřich Arnošt z Hohenlohe-Langenburgu 1817–1835         |                                                          |                                                          |                                                      |                                                      | 1. Ludvík Karel Gustav z Hohenlohe-Langenburgu 1823–1866 | 1. Ludvík Karel Gustav z Hohenlohe-Langenburgu 1823–1866 | 1. Ludvík Karel Gustav z Hohenlohe-Langenburgu 1823–1866 | 1. Ludvík Karel Gustav z Hohenlohe-Langenburgu 1823–1866 | 1. Ludvík Karel Gustav z Hohenlohe-Langenburgu 1823–1866 | 1. Ludvík Karel Gustav z Hohenlohe-Langenburgu 1823–1866 |                                   |                                   | 2. Marie Gabriela z Trauttmansdorff-Weinsbergu 1840–1923 | 2. Marie Gabriela z Trauttmansdorff-Weinsbergu 1840–1923 | 2. Marie Gabriela z Trauttmansdorff-Weinsbergu 1840–1923 | 2. Marie Gabriela z Trauttmansdorff-Weinsbergu 1840–1923 | 2. Marie Gabriela z Trauttmansdorff-Weinsbergu 1840–1923 | 2. Marie Gabriela z Trauttmansdorff-Weinsbergu 1840–1923 |  |  |                                                           |                                                           | Constanze z Hohenlohe-Langenburgu 1824–1884               | Constanze z Hohenlohe-Langenburgu 1824–1884               | Constanze z Hohenlohe-Langenburgu 1824–1884               | Constanze z Hohenlohe-Langenburgu 1824–1884               | Constanze z Hohenlohe-Langenburgu 1824–1884 | Constanze z Hohenlohe-Langenburgu 1824–1884 |                                          |                                          | Karel z Blanckensteinu 1814–1891         | Karel z Blanckensteinu 1814–1891         | Karel z Blanckensteinu 1814–1891         | Karel z Blanckensteinu 1814–1891         | Karel z Blanckensteinu 1814–1891 | Karel z Blanckensteinu 1814–1891 |                                                           |                                                           |                                                           |                                                           |                                                           |                                                           |  |  |                                            |                                            |                                            |                                            |                                            |                                            |  |  |                                                          |                                                          |                                                          |                                                          |                                                          |                                                          |  |  |                                             |                                             |                                             |                                             |                                             |                                             |  |  |
|                                                            |                                                            |                                                            |                                                            |                                                            |                                                            |  |  |                                      |                                      |                                      |                                      |                                      |                                      |                                                  |                                                  |                                                          |                                                          |                                                          |                                                          |                                                          |                                                          |                                                      |                                                      |                                                          |                                                          |                                                          |                                                          |                                                          |                                                          |                                   |                                   |                                                          |                                                          |                                                          |                                                          |                                                          |                                                          |  |  |                                                           |                                                           |                                                           |                                                           |                                                           |                                                           |                                             |                                             |                                          |                                          |                                          |                                          |                                          |                                          |                                  |                                  |                                                           |                                                           |                                                           |                                                           |                                                           |                                                           |  |  |                                            |                                            |                                            |                                            |                                            |                                            |  |  |                                                          |                                                          |                                                          |                                                          |                                                          |                                                          |  |  |                                             |                                             |                                             |                                             |                                             |                                             |  |  |
|                                                            |                                                            |                                                            |                                                            |                                                            |                                                            |  |  |                                      |                                      |                                      |                                      |                                      |                                      |                                                  |                                                  |                                                          |                                                          |                                                          |                                                          |                                                          |                                                          |                                                      |                                                      |                                                          |                                                          |                                                          |                                                          |                                                          |                                                          |                                   |                                   |                                                          |                                                          |                                                          |                                                          |                                                          |                                                          |  |  |                                                           |                                                           |                                                           |                                                           |                                                           |                                                           |                                             |                                             |                                          |                                          |                                          |                                          |                                          |                                          |                                  |                                  |                                                           |                                                           |                                                           |                                                           |                                                           |                                                           |  |  |                                            |                                            |                                            |                                            |                                            |                                            |  |  |                                                          |                                                          |                                                          |                                                          |                                                          |                                                          |  |  |                                             |                                             |                                             |                                             |                                             |                                             |  |  |
| 3. Gottfried Karel Josef z Hohenlohe-Langenburgu 1860–1933 | 3. Gottfried Karel Josef z Hohenlohe-Langenburgu 1860–1933 | 3. Gottfried Karel Josef z Hohenlohe-Langenburgu 1860–1933 | 3. Gottfried Karel Josef z Hohenlohe-Langenburgu 1860–1933 | 3. Gottfried Karel Josef z Hohenlohe-Langenburgu 1860–1933 | 3. Gottfried Karel Josef z Hohenlohe-Langenburgu 1860–1933 |  |  | Anna z Schönborn-Buchheimu 1865–1954 | Anna z Schönborn-Buchheimu 1865–1954 | Anna z Schönborn-Buchheimu 1865–1954 | Anna z Schönborn-Buchheimu 1865–1954 | Anna z Schönborn-Buchheimu 1865–1954 | Anna z Schönborn-Buchheimu 1865–1954 |                                                  |                                                  | Maxmilián Karel Rudolf z Hohenlohe-Langenburgu 1861–1935 | Maxmilián Karel Rudolf z Hohenlohe-Langenburgu 1861–1935 | Maxmilián Karel Rudolf z Hohenlohe-Langenburgu 1861–1935 | Maxmilián Karel Rudolf z Hohenlohe-Langenburgu 1861–1935 | Maxmilián Karel Rudolf z Hohenlohe-Langenburgu 1861–1935 | Maxmilián Karel Rudolf z Hohenlohe-Langenburgu 1861–1935 |                                                      |                                                      | Karoline zu Sayn-Wittgenstein-Berleburg 1867–1945        | Karoline zu Sayn-Wittgenstein-Berleburg 1867–1945        | Karoline zu Sayn-Wittgenstein-Berleburg 1867–1945        | Karoline zu Sayn-Wittgenstein-Berleburg 1867–1945        | Karoline zu Sayn-Wittgenstein-Berleburg 1867–1945        | Karoline zu Sayn-Wittgenstein-Berleburg 1867–1945        |                                   |                                   | Karel Bedřich Leopold z Hohenlohe-Langenburgu 1866–1914  | Karel Bedřich Leopold z Hohenlohe-Langenburgu 1866–1914  | Karel Bedřich Leopold z Hohenlohe-Langenburgu 1866–1914  | Karel Bedřich Leopold z Hohenlohe-Langenburgu 1866–1914  | Karel Bedřich Leopold z Hohenlohe-Langenburgu 1866–1914  | Karel Bedřich Leopold z Hohenlohe-Langenburgu 1866–1914  |  |  | Marie Isabelle Gabriele z Hohenlohe-Langenburgu 1858–1939 | Marie Isabelle Gabriele z Hohenlohe-Langenburgu 1858–1939 | Marie Isabelle Gabriele z Hohenlohe-Langenburgu 1858–1939 | Marie Isabelle Gabriele z Hohenlohe-Langenburgu 1858–1939 | Marie Isabelle Gabriele z Hohenlohe-Langenburgu 1858–1939 | Marie Isabelle Gabriele z Hohenlohe-Langenburgu 1858–1939 |                                             |                                             | Paul z Almeidy 1861–1942                 | Paul z Almeidy 1861–1942                 | Paul z Almeidy 1861–1942                 | Paul z Almeidy 1861–1942                 | Paul z Almeidy 1861–1942                 | Paul z Almeidy 1861–1942                 |                                  |                                  | Gabriele Marie Isabelle z Hohenlohe-Langenburgu 1862–1948 | Gabriele Marie Isabelle z Hohenlohe-Langenburgu 1862–1948 | Gabriele Marie Isabelle z Hohenlohe-Langenburgu 1862–1948 | Gabriele Marie Isabelle z Hohenlohe-Langenburgu 1862–1948 | Gabriele Marie Isabelle z Hohenlohe-Langenburgu 1862–1948 | Gabriele Marie Isabelle z Hohenlohe-Langenburgu 1862–1948 |  |  | Engelbert Ferdinand z Auerspergu 1859–1942 | Engelbert Ferdinand z Auerspergu 1859–1942 | Engelbert Ferdinand z Auerspergu 1859–1942 | Engelbert Ferdinand z Auerspergu 1859–1942 | Engelbert Ferdinand z Auerspergu 1859–1942 | Engelbert Ferdinand z Auerspergu 1859–1942 |  |  | Adelheid Marie Therese z Hohenlohe-Langenburgu 1864–1937 | Adelheid Marie Therese z Hohenlohe-Langenburgu 1864–1937 | Adelheid Marie Therese z Hohenlohe-Langenburgu 1864–1937 | Adelheid Marie Therese z Hohenlohe-Langenburgu 1864–1937 | Adelheid Marie Therese z Hohenlohe-Langenburgu 1864–1937 | Adelheid Marie Therese z Hohenlohe-Langenburgu 1864–1937 |  |  | Karel Chotek z Chotkova a Vojnína 1853–1926 | Karel Chotek z Chotkova a Vojnína 1853–1926 | Karel Chotek z Chotkova a Vojnína 1853–1926 | Karel Chotek z Chotkova a Vojnína 1853–1926 | Karel Chotek z Chotkova a Vojnína 1853–1926 | Karel Chotek z Chotkova a Vojnína 1853–1926 |  |  |
| 3. Gottfried Karel Josef z Hohenlohe-Langenburgu 1860–1933 | 3. Gottfried Karel Josef z Hohenlohe-Langenburgu 1860–1933 | 3. Gottfried Karel Josef z Hohenlohe-Langenburgu 1860–1933 | 3. Gottfried Karel Josef z Hohenlohe-Langenburgu 1860–1933 | 3. Gottfried Karel Josef z Hohenlohe-Langenburgu 1860–1933 | 3. Gottfried Karel Josef z Hohenlohe-Langenburgu 1860–1933 |  |  | Anna z Schönborn-Buchheimu 1865–1954 | Anna z Schönborn-Buchheimu 1865–1954 | Anna z Schönborn-Buchheimu 1865–1954 | Anna z Schönborn-Buchheimu 1865–1954 | Anna z Schönborn-Buchheimu 1865–1954 | Anna z Schönborn-Buchheimu 1865–1954 |                                                  |                                                  | Maxmilián Karel Rudolf z Hohenlohe-Langenburgu 1861–1935 | Maxmilián Karel Rudolf z Hohenlohe-Langenburgu 1861–1935 | Maxmilián Karel Rudolf z Hohenlohe-Langenburgu 1861–1935 | Maxmilián Karel Rudolf z Hohenlohe-Langenburgu 1861–1935 | Maxmilián Karel Rudolf z Hohenlohe-Langenburgu 1861–1935 | Maxmilián Karel Rudolf z Hohenlohe-Langenburgu 1861–1935 |                                                      |                                                      | Karoline zu Sayn-Wittgenstein-Berleburg 1867–1945        | Karoline zu Sayn-Wittgenstein-Berleburg 1867–1945        | Karoline zu Sayn-Wittgenstein-Berleburg 1867–1945        | Karoline zu Sayn-Wittgenstein-Berleburg 1867–1945        | Karoline zu Sayn-Wittgenstein-Berleburg 1867–1945        | Karoline zu Sayn-Wittgenstein-Berleburg 1867–1945        |                                   |                                   | Karel Bedřich Leopold z Hohenlohe-Langenburgu 1866–1914  | Karel Bedřich Leopold z Hohenlohe-Langenburgu 1866–1914  | Karel Bedřich Leopold z Hohenlohe-Langenburgu 1866–1914  | Karel Bedřich Leopold z Hohenlohe-Langenburgu 1866–1914  | Karel Bedřich Leopold z Hohenlohe-Langenburgu 1866–1914  | Karel Bedřich Leopold z Hohenlohe-Langenburgu 1866–1914  |  |  | Marie Isabelle Gabriele z Hohenlohe-Langenburgu 1858–1939 | Marie Isabelle Gabriele z Hohenlohe-Langenburgu 1858–1939 | Marie Isabelle Gabriele z Hohenlohe-Langenburgu 1858–1939 | Marie Isabelle Gabriele z Hohenlohe-Langenburgu 1858–1939 | Marie Isabelle Gabriele z Hohenlohe-Langenburgu 1858–1939 | Marie Isabelle Gabriele z Hohenlohe-Langenburgu 1858–1939 |                                             |                                             | Paul z Almeidy 1861–1942                 | Paul z Almeidy 1861–1942                 | Paul z Almeidy 1861–1942                 | Paul z Almeidy 1861–1942                 | Paul z Almeidy 1861–1942                 | Paul z Almeidy 1861–1942                 |                                  |                                  | Gabriele Marie Isabelle z Hohenlohe-Langenburgu 1862–1948 | Gabriele Marie Isabelle z Hohenlohe-Langenburgu 1862–1948 | Gabriele Marie Isabelle z Hohenlohe-Langenburgu 1862–1948 | Gabriele Marie Isabelle z Hohenlohe-Langenburgu 1862–1948 | Gabriele Marie Isabelle z Hohenlohe-Langenburgu 1862–1948 | Gabriele Marie Isabelle z Hohenlohe-Langenburgu 1862–1948 |  |  | Engelbert Ferdinand z Auerspergu 1859–1942 | Engelbert Ferdinand z Auerspergu 1859–1942 | Engelbert Ferdinand z Auerspergu 1859–1942 | Engelbert Ferdinand z Auerspergu 1859–1942 | Engelbert Ferdinand z Auerspergu 1859–1942 | Engelbert Ferdinand z Auerspergu 1859–1942 |  |  | Adelheid Marie Therese z Hohenlohe-Langenburgu 1864–1937 | Adelheid Marie Therese z Hohenlohe-Langenburgu 1864–1937 | Adelheid Marie Therese z Hohenlohe-Langenburgu 1864–1937 | Adelheid Marie Therese z Hohenlohe-Langenburgu 1864–1937 | Adelheid Marie Therese z Hohenlohe-Langenburgu 1864–1937 | Adelheid Marie Therese z Hohenlohe-Langenburgu 1864–1937 |  |  | Karel Chotek z Chotkova a Vojnína 1853–1926 | Karel Chotek z Chotkova a Vojnína 1853–1926 | Karel Chotek z Chotkova a Vojnína 1853–1926 | Karel Chotek z Chotkova a Vojnína 1853–1926 | Karel Chotek z Chotkova a Vojnína 1853–1926 | Karel Chotek z Chotkova a Vojnína 1853–1926 |  |  |
|                                                            |                                                            |                                                            |                                                            |                                                            |                                                            |  |  |                                      |                                      |                                      |                                      |                                      |                                      |                                                  |                                                  |                                                          |                                                          |                                                          |                                                          |                                                          |                                                          |                                                      |                                                      |                                                          |                                                          |                                                          |                                                          |                                                          |                                                          |                                   |                                   |                                                          |                                                          |                                                          |                                                          |                                                          |                                                          |  |  |                                                           |                                                           |                                                           |                                                           |                                                           |                                                           |                                             |                                             |                                          |                                          |                                          |                                          |                                          |                                          |                                  |                                  |                                                           |                                                           |                                                           |                                                           |                                                           |                                                           |  |  |                                            |                                            |                                            |                                            |                                            |                                            |  |  |                                                          |                                                          |                                                          |                                                          |                                                          |                                                          |  |  |                                             |                                             |                                             |                                             |                                             |                                             |  |  |
|                                                            |                                                            |                                                            |                                                            |                                                            |                                                            |  |  |                                      |                                      |                                      |                                      |                                      |                                      |                                                  |                                                  |                                                          |                                                          |                                                          |                                                          |                                                          |                                                          |                                                      |                                                      |                                                          |                                                          |                                                          |                                                          |                                                          |                                                          |                                   |                                   |                                                          |                                                          |                                                          |                                                          |                                                          |                                                          |  |  |                                                           |                                                           |                                                           |                                                           |                                                           |                                                           |                                             |                                             |                                          |                                          |                                          |                                          |                                          |                                          |                                  |                                  |                                                           |                                                           |                                                           |                                                           |                                                           |                                                           |  |  |                                            |                                            |                                            |                                            |                                            |                                            |  |  |                                                          |                                                          |                                                          |                                                          |                                                          |                                                          |  |  |                                             |                                             |                                             |                                             |                                             |                                             |  |  |
| Ludwig z Hohenlohe-Langenburgu 1892–1945                   | Ludwig z Hohenlohe-Langenburgu 1892–1945                   | Ludwig z Hohenlohe-Langenburgu 1892–1945                   | Ludwig z Hohenlohe-Langenburgu 1892–1945                   | Ludwig z Hohenlohe-Langenburgu 1892–1945                   | Ludwig z Hohenlohe-Langenburgu 1892–1945                   |  |  | Ilma Hadik de Futak 1894–1967        | Ilma Hadik de Futak 1894–1967        | Ilma Hadik de Futak 1894–1967        | Ilma Hadik de Futak 1894–1967        | Ilma Hadik de Futak 1894–1967        | Ilma Hadik de Futak 1894–1967        |                                                  |                                                  | Konstantin z Hohenlohe-Langenburgu 1893–1973             | Konstantin z Hohenlohe-Langenburgu 1893–1973             | Konstantin z Hohenlohe-Langenburgu 1893–1973             | Konstantin z Hohenlohe-Langenburgu 1893–1973             | Konstantin z Hohenlohe-Langenburgu 1893–1973             | Konstantin z Hohenlohe-Langenburgu 1893–1973             |                                                      |                                                      | Max Egon z Hohenlohe-Langenburgu 1897–1968               | Max Egon z Hohenlohe-Langenburgu 1897–1968               | Max Egon z Hohenlohe-Langenburgu 1897–1968               | Max Egon z Hohenlohe-Langenburgu 1897–1968               | Max Egon z Hohenlohe-Langenburgu 1897–1968               | Max Egon z Hohenlohe-Langenburgu 1897–1968               |                                   |                                   | Maria de la Piedad Iturbe y Scholtz 1892–1990            | Maria de la Piedad Iturbe y Scholtz 1892–1990            | Maria de la Piedad Iturbe y Scholtz 1892–1990            | Maria de la Piedad Iturbe y Scholtz 1892–1990            | Maria de la Piedad Iturbe y Scholtz 1892–1990            | Maria de la Piedad Iturbe y Scholtz 1892–1990            |  |  | Karl Erwin z Hohenlohe-Langenburgu 1903–1983              | Karl Erwin z Hohenlohe-Langenburgu 1903–1983              | Karl Erwin z Hohenlohe-Langenburgu 1903–1983              | Karl Erwin z Hohenlohe-Langenburgu 1903–1983              | Karl Erwin z Hohenlohe-Langenburgu 1903–1983              | Karl Erwin z Hohenlohe-Langenburgu 1903–1983              |                                             |                                             | Victoria Czerninová z Chudenic 1914–1988 | Victoria Czerninová z Chudenic 1914–1988 | Victoria Czerninová z Chudenic 1914–1988 | Victoria Czerninová z Chudenic 1914–1988 | Victoria Czerninová z Chudenic 1914–1988 | Victoria Czerninová z Chudenic 1914–1988 |                                  |                                  | Rudolf z Hohenlohe-Langenburgu 1903–1976                  | Rudolf z Hohenlohe-Langenburgu 1903–1976                  | Rudolf z Hohenlohe-Langenburgu 1903–1976                  | Rudolf z Hohenlohe-Langenburgu 1903–1976                  | Rudolf z Hohenlohe-Langenburgu 1903–1976                  | Rudolf z Hohenlohe-Langenburgu 1903–1976                  |  |  | Ines Schramm 1923–?                        | Ines Schramm 1923–?                        | Ines Schramm 1923–?                        | Ines Schramm 1923–?                        | Ines Schramm 1923–?                        | Ines Schramm 1923–?                        |  |  | Isabella z Hohenlohe-Langenburgu 1891–1982               | Isabella z Hohenlohe-Langenburgu 1891–1982               | Isabella z Hohenlohe-Langenburgu 1891–1982               | Isabella z Hohenlohe-Langenburgu 1891–1982               | Isabella z Hohenlohe-Langenburgu 1891–1982               | Isabella z Hohenlohe-Langenburgu 1891–1982               |  |  | Alfred z Windisch-Graetze 1890–1972         | Alfred z Windisch-Graetze 1890–1972         | Alfred z Windisch-Graetze 1890–1972         | Alfred z Windisch-Graetze 1890–1972         | Alfred z Windisch-Graetze 1890–1972         | Alfred z Windisch-Graetze 1890–1972         |  |  |
| Ludwig z Hohenlohe-Langenburgu 1892–1945                   | Ludwig z Hohenlohe-Langenburgu 1892–1945                   | Ludwig z Hohenlohe-Langenburgu 1892–1945                   | Ludwig z Hohenlohe-Langenburgu 1892–1945                   | Ludwig z Hohenlohe-Langenburgu 1892–1945                   | Ludwig z Hohenlohe-Langenburgu 1892–1945                   |  |  | Ilma Hadik de Futak 1894–1967        | Ilma Hadik de Futak 1894–1967        | Ilma Hadik de Futak 1894–1967        | Ilma Hadik de Futak 1894–1967        | Ilma Hadik de Futak 1894–1967        | Ilma Hadik de Futak 1894–1967        |                                                  |                                                  | Konstantin z Hohenlohe-Langenburgu 1893–1973             | Konstantin z Hohenlohe-Langenburgu 1893–1973             | Konstantin z Hohenlohe-Langenburgu 1893–1973             | Konstantin z Hohenlohe-Langenburgu 1893–1973             | Konstantin z Hohenlohe-Langenburgu 1893–1973             | Konstantin z Hohenlohe-Langenburgu 1893–1973             |                                                      |                                                      | Max Egon z Hohenlohe-Langenburgu 1897–1968               | Max Egon z Hohenlohe-Langenburgu 1897–1968               | Max Egon z Hohenlohe-Langenburgu 1897–1968               | Max Egon z Hohenlohe-Langenburgu 1897–1968               | Max Egon z Hohenlohe-Langenburgu 1897–1968               | Max Egon z Hohenlohe-Langenburgu 1897–1968               |                                   |                                   | Maria de la Piedad Iturbe y Scholtz 1892–1990            | Maria de la Piedad Iturbe y Scholtz 1892–1990            | Maria de la Piedad Iturbe y Scholtz 1892–1990            | Maria de la Piedad Iturbe y Scholtz 1892–1990            | Maria de la Piedad Iturbe y Scholtz 1892–1990            | Maria de la Piedad Iturbe y Scholtz 1892–1990            |  |  | Karl Erwin z Hohenlohe-Langenburgu 1903–1983              | Karl Erwin z Hohenlohe-Langenburgu 1903–1983              | Karl Erwin z Hohenlohe-Langenburgu 1903–1983              | Karl Erwin z Hohenlohe-Langenburgu 1903–1983              | Karl Erwin z Hohenlohe-Langenburgu 1903–1983              | Karl Erwin z Hohenlohe-Langenburgu 1903–1983              |                                             |                                             | Victoria Czerninová z Chudenic 1914–1988 | Victoria Czerninová z Chudenic 1914–1988 | Victoria Czerninová z Chudenic 1914–1988 | Victoria Czerninová z Chudenic 1914–1988 | Victoria Czerninová z Chudenic 1914–1988 | Victoria Czerninová z Chudenic 1914–1988 |                                  |                                  | Rudolf z Hohenlohe-Langenburgu 1903–1976                  | Rudolf z Hohenlohe-Langenburgu 1903–1976                  | Rudolf z Hohenlohe-Langenburgu 1903–1976                  | Rudolf z Hohenlohe-Langenburgu 1903–1976                  | Rudolf z Hohenlohe-Langenburgu 1903–1976                  | Rudolf z Hohenlohe-Langenburgu 1903–1976                  |  |  | Ines Schramm 1923–?                        | Ines Schramm 1923–?                        | Ines Schramm 1923–?                        | Ines Schramm 1923–?                        | Ines Schramm 1923–?                        | Ines Schramm 1923–?                        |  |  | Isabella z Hohenlohe-Langenburgu 1891–1982               | Isabella z Hohenlohe-Langenburgu 1891–1982               | Isabella z Hohenlohe-Langenburgu 1891–1982               | Isabella z Hohenlohe-Langenburgu 1891–1982               | Isabella z Hohenlohe-Langenburgu 1891–1982               | Isabella z Hohenlohe-Langenburgu 1891–1982               |  |  | Alfred z Windisch-Graetze 1890–1972         | Alfred z Windisch-Graetze 1890–1972         | Alfred z Windisch-Graetze 1890–1972         | Alfred z Windisch-Graetze 1890–1972         | Alfred z Windisch-Graetze 1890–1972         | Alfred z Windisch-Graetze 1890–1972         |  |  |